# Nick Nielsen
Nick Nielsen (født 10. juni 1975) er en grønlandsk politiker og bjergbestiger og embedsmand.

## Bjergbestiger
Nick Nielsen var i 2005 den første grønlænder, der besteg Mount Everest. I 2008 lykkedes det ham ikke at bestige K2. Det var kort tid før ulykken på K2 i 2008.

## Politisk karriere
Nick Nielsen stillede op til folketingsvalget i 2011 for Siumut. Han blev 2. stedfortræder for Doris Jakobsen. Ved valget til Grønlands parlament i 2013 blev han stedfortræder nummer 6 for Siumut. Han blev efterfølgende udnævnt til minister for uddannelse, kultur, ligestilling og kirke i Regeringen Aleqa Hammond I. Den 1. oktober 2014 trak han sig sammen de flere kolleger fra regeringen da de ikke havde tillid regeringsformand Aleqa Hammond, hvilket fik regeringen til at bryde sammen. Han stillede derefter op til formandsposten i partiet, men den gik til Kim Kielsen. Han blev heller ikke valgt ved parlamentsvalget i 2013. Med udnævnelsen af Doris Jakobsen og den 1. stedfortræder til Folketinget, Vittus Qujaukitsoq, til ministre efter valget blev Nick Nielsen midlertidigt medlem af Folketinget. I februar 2015 trak hans parti tilliden til ham tilbage, og Doris Jakobsen fik orlov fra sin ministerpost for at genindtræde i Folketinget. Som reaktion meldte han sig ud af Siumut i marts 2015 og blev medlem af Inuit Ataqatigiit. Han stillede ikke op til folketingsvalget i 2015. Han stillede op til kommunalvalget i 2017, men blev ikke valgt til kommunalbestyrelsen i Sermersooq Kommune. Han deltog ikke i valget til Grønlands parlament i 2018.

## Uddannelse og erhverv
Han afsluttede sin uddannelse som diplomingeniør i 2005 og arbejdede derefter ved to forskellige rådgivende ingeniørfirmaer i Danmark, mens han samtidig læste til civilingeniør på Danmarks Tekniske Universitet. I 2010 blev han udnævnt til direktør for anlæg og miljø i Qaasuitsup Kommune. Efter hans afgang som minister kunne kommunen ikke længere tilbyde ham et job, hvilket førte til en erstatning efter retssag. I 2018 blev han direktør for teknisk forvaltning i Avannaata Kommune. I 2020 blev han udnævnt til kommunaldirektør i samme kommune efter at have fungeret i stillingen siden 2019.